# Seznam rimskokatoliških škofov Gospe Svete
Seznam rimskokatoliških škofov Gospe Svete je seznam pokrajinskih škofov (kornih škofov), ki so delovali v Karantaniji med 8. in 10. stoletjem kot misijonarji takrat bavarske Nadškofije Salzburg. Podrejeni so bili salzburškemu nadškofu in so imeli vlogo pomožnih škofov s pravico posvečevanja duhovnikov in cerkva. Sedež so imeli v cerkvi v Gospe Sveti, ki jo je kot eno od prvih treh posvetil prvi karantanski pokrajinski škof Modest, po rodu Irec. Po 127-letnem premoru od zadnjega pokrajinskega škofa Gotaberta je leta 1072 Nadškofija Salzburg na tem področju ustanovila Krško škofijo kot prvo stalno sufragansko škofijo na omenjenem ozemlju, s sedežem v ukinjenem Samostanu benediktink Krka, ki ga je nadškofiji zapustila ustanoviteljica Ema Krška.

## Seznam
1. Modest (757–763)
2. Deoderik (799–okoli 821)
3. Oton (okoli 821–836)
4. Osvald (okoli 837–863)
5. Salomon (okoli 873–)
6. Engilfrid
7. Alarik
8. Dietrik (–923)
9. Gotabert (okoli 923–945)